# Tiempo de silencio (pel·lícula)
Tiempo de silencio (lit. ‘Temps de silenci’) és una pel·lícula espanyola del 1986 dirigida per Vicente Aranda basada en la novel·la homònima de Luis Martín Santos. Fou protagonitzada per Imanol Arias, Victoria Abril i Francisco Rabal i és ambientada en l'Espanya franquista de la dècada del 1940.

## Argument
Madrid, dècada del 40. Pedro és un metge jove que treballa en un centre oficial de recerca sobre el càncer utilitzant cobais procedents d'Amèrica del Nord. Quan es queda sense els conillets d'Índies, el conserge del centre li aconsella que recorri a "Muecas", un amic seu que viu a les xaboles i ha criat una parella de cobais amb la finalitat de vendre-'s. Però a causa d'uns esdeveniments Pedro es veu embolicat en una investigació policial.

## Repartiment
- Imanol Arias (Dr. Pedro Martín)
- Victoria Abril (Dorita)
- Charo López (Charo, mare de Matías)
- Francisco Rabal (Muecas)
- Juan Echanove (Matías)
- Francisco Algora (Amador)
- Joaquín Hinojosa (Cartucho)
- Diana Peñalver (Florita)
- Margarita Calahorra (Ricarda)
- Queta Claver (doña Luisa)
- María Isbert (mare de Cartucho)
- Sergio Mendizábal (El director general)
- Juan José Otegui (El comissari)
- Santiago Pons (Steinberg, pintor)
- Rosario García Ortega (ama de la pensió)

## Crítica i temàtica
L'incest, la mort i l'alienació, són els tres grans temes de la pel·lícula. Aranda va afegir una dimensió literària i filosòfica al guió. La pel·lícula tracta sobre el fracàs del govern; pèrdua de responsabilitat individual i pobresa urbana. La història s'emmarca en els anys de la postguerra civil sota l'ombra del règim franquista i el desig de la llibertat i la il·luminació.
Tiempo de Silencio és una representació precisa d'Espanya després de la guerra civil espanyola, una denúncia de la realitat de l'Espanya de Francisco Franco. a la dècada de 1950, del qual el mateix Aranda va emigrar el 1952, el mateix període en què es produeix l'acció. La pel·lícula s'adhereix a una estètica neorealista implacable.
Fou criticada per no coincidir amb la novel·la en què es basava. Aquesta té una estructura laberíntica fragmentada i un narrador irònic. S'ha descrit com "una novel·la escrita per un intel·lectual, sobre intel·lectuals i destinada a ser llegida pels intel·lectuals". No obstant això, hi ha un reconeixement general en les ressenyes contemporànies i en la consegüent crítica acadèmica que "Tiempo de Silencio" és una de les adaptacions literàries amb més èxit artístic dels anys vuitanta en la filmografia espanyola.

## Premis

### Premis Goya
| Any  | Categoria                  | Persona        | Resultat  |
| ---- | -------------------------- | -------------- | --------- |
| 1986 | Millor actriu protagonista | Victoria Abril | Candidata |

### Fotogramas de Plata
| Any  | Categoria               | Persona        | Resultat  |
| ---- | ----------------------- | -------------- | --------- |
| 1986 | Millor actriu de cinema | Victoria Abril | Candidata |